# Almesbrunnberg
Der Almesbrunnberg ist ein 1079 m ü. A. hoher Berg in den Gutensteiner Alpen im Gemeindegebiet von Muggendorf in Niederösterreich. Der höchste Punkt ist komplett von Wald umgeben. Eine große Lichtung knapp südlich und westlich davon bietet jedoch freie Ausblicke zu den Kalkhochalpen vom Schneeberg bis zum Hochkar. 
Vom Gasthaus Jagasitz (715 m) oder vom Gehöft Berg führen markierte Wanderwege bis auf ungefähr 300 Meter an den Almesbrunnberg heran. Das letzte Stück ist dann weglos und unmarkiert zurückzulegen.
Vom östlich gelegenen Furth an der Triesting führt ein versicherter Steig durch die Steinwandklamm mit der Durchgangshöhle des Türkenlochs zum Sattel mit dem Gasthaus Jagasitz, das auch vom südlich gelegenen Muggendorf auf einer öffentlichen Straße erreicht werden kann.